# Непрі
Непрі (npr, nprj, від npr, «непер», «зерно») — бог зерна в давньоєгипетській міфології.

## Загальні відомості
Зображувався у вигляді людини з тілом суцільно розмальованим колоссям або зернами пшениці. Також його зображували з колоссям пшениці в руках. Ієрогліфи, якими записувалося ім'я Непрі, включають в себе символи з зображенням зерен пшениці. Крім того, Непрі часто зображували у вигляді дитини, яку годувала грудьми Рененутет. Непрі вважали «паном рота» (дослівний переклад імені), а його мати ідентифікували з Рененутет, яка віддала «Ран» (один з різновидів душі) і справжнє ім'я, також вона виступала як джерело харчування. Іноді Рененутет і Непрі асоціювали з Ісідою і Гором.
Ім'я Непрі ототожнювали з найпопулярнішими видами зернових культур, такими як ячмінь і пшениця. В міфі про Осіріса і Ісіду було сказано: «тепер Осіріс є богом життя, смерті і відродження», подібні записи зустрічаються в багатьох культурах світу. Ця історія асоціювалася з щорічними врожаями і неврожаями зернових культур. Таким чином, Непрі стали розглядати як якийсь варіант Осіріса, і він отримав титул «живе після смерті». У період Нового царства, з'являються перші згадки про його дружину по імені Непіт. У найдревніших текстах, словом «Непрі» називали «молоду воду», що символізувало початок розливу Ніла, що несе родючий мул. У заупокійних культах, Непрі, символізував насіння пшениці, яке, знову оживе, після того як буде посіяне в землю. Таким чином Непрі, допомагав покійному відродитися знову, після віддання його землі.
У заклинаннях про забезпечення померлих їжею, Непрі виступає в образі бога пива, яке використовували для ритуальних узливань. Днем народження Непрі вважався перший день жнив.